# Pappobolus hutchisonii
Pappobolus hutchisonii là một loài thực vật có hoa trong họ Cúc. Loài này được (H.Rob.) Panero mô tả khoa học đầu tiên năm 1992.